# Маркиз Уиллингдон
Маркиз Уиллингдон (англ. Marquess of Willingdon) — угасший наследственный титул в системе пэрства Соединённого королевства. Он был создан 26 мая 1936 года для политика-либерала и колониального губернатора Фримена Фримена-Томаса, 1-го графа Уиллингдона. Он был генерал-губернатором Канады с 1926 по 1931 год и вице-королём Индии с 1931 по 1936 год.
Для Фримена-Томаса ранее был создан титул барона Уиллингдона из Раттона в графстве Суссекс в 1910 году, 23 июня 1924 года виконтом Уиллингдоном из Раттона в графстве Суссекс и 20 февраля 1931 года после своей отставки с поста генерал-губернатора Канады он стал виконтом Ратендоном из Уиллингдона в графстве Сассекс и графом Уиллингдоном (Ратендон — это написание Книги Страшного суда, обозначающее родовой дом Фримена-Томаса в Раттоне, Суссекс). Все эти титулы также были в пэрстве Соединённого королевства.
После смерти в 1941 году 1-го маркиза Уиллингдона ему наследовал его единственный выживший сын Иниго. Иниго был военным, а также занимал должность главного кнута либералов в Палате лордов с 1948 по 1949 год. Хотя он был трижды женат, он остался бездетным, а после его смерти в 1979 году все титулы угасли.
Маркизат Уиллингдон был последним маркизатом, созданным в системе пэрства Соединённого королевства. Самым последним из сохранившихся маркизатов является Рединг, созданный в 1926 году.

## Маркизы Уиллингдон (1936)
- Фримен Фримен-Томас, 1-й маркиз Уиллингдон (1866—1941);
  - достопочтенный Джерард Фредерик Фримен-Томас (4 мая 1893 — † 14 сентября 1914);
- Иниго Брасси Фримен-Томас, 2-й маркиз Уиллингдон (1899—1979)[5].